# Abitacolo (Munari)
Abitacolo è una letto modulabile progettato dal designer italiano Bruno Munari nel 1971. Il letto fu inizialmente prodotto da Robots S.p.a., acquistata nel 2013 da Rexite S.r.l. che ne riprese la produzione. Nel 1979 Abitacolo fu insignito dell'XI Compasso d’Oro.
(Bruno Munari, Artista e designer, 1971)

## Idea di progetto
Abitacolo nasce con lo scopo di dare spazio a uno o due ragazzi nella casa dei propri genitori. Munari per rispondere al problema sviluppa un’idea che soddisfi una massima funzionalità non solo pratica ma anche psicologia, economica e spaziale di tutti i servizi necessari nello spazio minimo.
L’oggetto è pensato per un ragazzo dagli otto anni in su tale che sia una struttura unica che comprenda tutti i servizi utili e cioè un letto, una libreria, un tavolo e contenitori vari di oggetti. 
Inoltre dovrà essere trasformabile, personalizzabile e non ingombrante visivamente.

## Descrizione
Abitacolo, all’apparenza è un semplice letto per bambini, in realtà è un concentrato di puro design, come si concepiva ai tempi di Munari.
Una struttura multifunzione e modulare, è costituito da un telaio in acciaio elettrosaldato, delimita uno spazio e può ospitare vari accessori: un piccolo tavolo, delle mensole per oggetti o per i libri, cestini per i giochi, può fungere da appendiabiti e anche da ripostiglio.
Essendo modulare, l’assemblaggio non impone una forma rigida ma si adatta alle esigenze di chi lo usa.
Abitacolo è stato progettato anche per ottimizzare i costi di distribuzione, per questo si monta e si smonta facilmente, è trasportabile in spazi ridottissimi (in una scatola praticamente piatta dell’altezza di pochi centimetri) e pesa solo 51 chili anche se ha una struttura così solida da poter sostenere il peso di venti persone. Come diceva lo stesso Munari “è il minimo ma dà il massimo”.

### Dimensioni
L’Abitacolo è di dimensioni 194 x 83 x 206 cm, composto da un modulo base 20 x 20 cm (per i quattro montanti) con i suoi sottomoduli di 10 x 10 cm (per i due piani orizzontali) e di 5 x 5 (per i contenitori vari). Conferendo alla struttura un peso di 51 kg in grado di sostenere fino a il peso di venti persone.
| Altezza totale           | 206 cm      |
| Lunghezza base           | 194 cm      |
| Larghezza                | 83 cm       |
| Letto (non incluso)      | 190 x 80 cm |
| Peso netto               | 51 kg       |
| Portata della rete-letto | 140 kg      |

### Materiali
La scelta sui materiali più adatti per costruire questa struttura si orienta sui tondini d'acciaio uniti tra loro mediante la tecnica della saldatura elettrica.
I tondini vengono poi trattati tramite il processo di verniciatura a polvere epossidica (o verniciatura “epoxy”) che consiste nella applicazione al manufatto da verniciare di una resina epossidica in polvere mediante pistole a spruzzo elettrostatiche con successiva cottura a forno. È un procedimento di verniciatura che garantisce un’ottima qualità di adesione e resistenza anticorrosiva e una eccezionale durezza, quindi ideale per manufatti con utilizzo in interni (arredamento, casalinghi, ecc).

## Significato[4][5][6]

### Analisi figurativa
"Abitacolo" si presenta come un letto semplice e lineare ma con diverse destinazioni d’uso. La struttura è costituita da moduli in tondino d’acciaio che ne determinano la forma, la facilità di montaggio e quella di stoccaggio. L’oggetto, inoltre, è pensato per dare al bambino uno spazio proprio all’interno della casa dei genitori.

### Analisi plastica

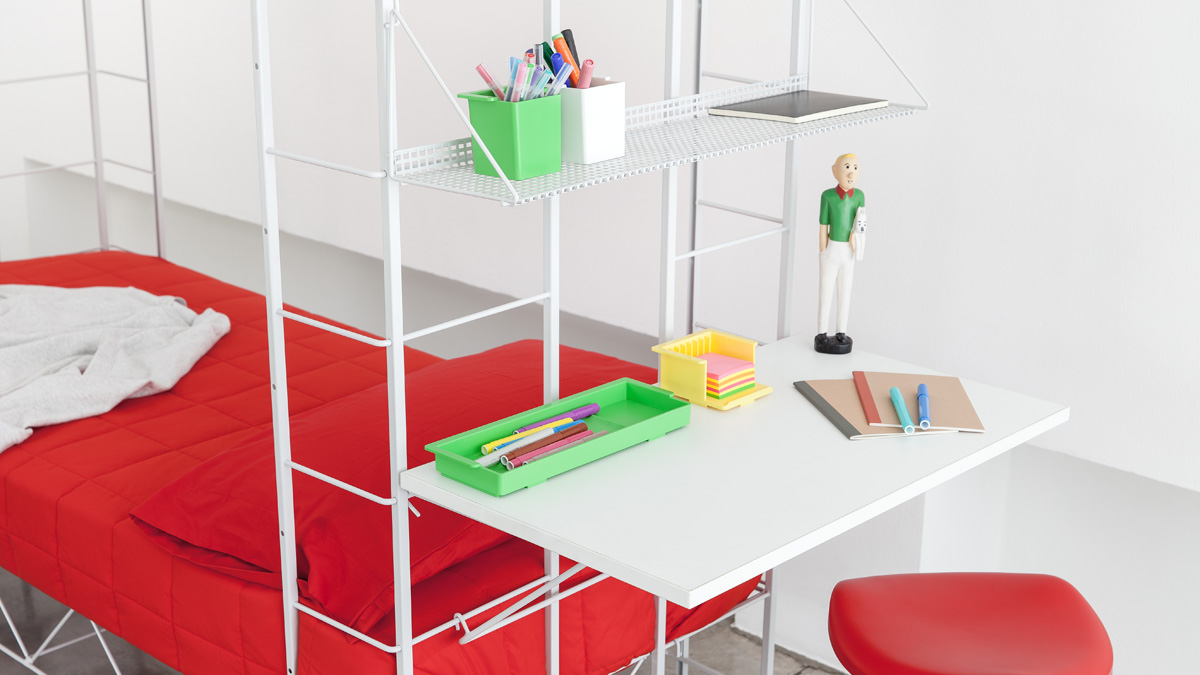
Dettaglio scrivania

La struttura portante dell’oggetto è in materiale metallico, lucido e monocromatico in modo tale da dare risalto e valore agli oggetti che poi andranno a comporre l’Abitacolo. Vi sono inoltre pochi contrasti cromatici se non che per i piedini antiscivolo in gomma nera ed opaca e per qualche oggetto complementare in laminato bianco.
Osservando “Abitacolo” da un punto di vista estetico si nota che la struttura presenta una prevalenza di linee orizzontali e verticali perpendicolari tra loro e in contrasto alle linee diagonali presenti solamente nella parte centrale dell’oggetto.
Queste differenze portano ad una suddivisione topologica, lo spazio periferico delle quattro strutture verticali, i montanti, delimita un grande spazio centrale occupato dalle due strutture orizzontali.
I due piani centrali possono essere spostasti dal basso all’alto, ogni venti centimetri, con la possibilità di variarne la destinazione d’uso. La struttura più bassa può essere usata come letto o scrivania, mentre quella superiore può essere utilizzata come mensola porta oggetti.
I quattro montanti sono adibiti ad altri elementi modulari (ceste, mensole) e fungono inoltre da scala di accesso al piano superiore.

## Riconoscimenti
Compasso d’Oro ADI 1979